# Janeževo Brdo
Janeževo Brdo – wieś w Słowenii, w gminie Ilirska Bistrica. W 2018 roku liczyła 27 mieszkańców.